# 海龜島國家公園

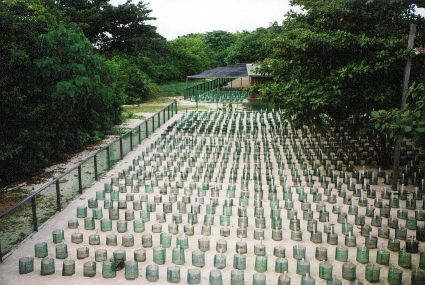

6°08′58″N 118°3′15″E / 6.14944°N 118.05417°E
海龜島國家公園是馬來西亞的國家公園，位於沙巴，處於山打根以北3公里的蘇祿海，成立於1977年，面積17平方公里，是綠蠵龜、玳瑁的產卵地。